# Mikael Jungner
Juhani Mikael Jungner, född 20 april 1965 i Helsingfors, var SDP:s partisekreterare åren 2010–2012 och riksdagsledamot  åren 2011–2015, i december 2017 lämnade Jungner socialdemokratiska partiet.